# 仲立人
仲立人（なかだちにん）とは、他人間の法律行為（基本的には契約）の成立を媒介する者のことである。ブローカー（broker）とも。
媒介代理商が特定の商人のために継続的に尽力するのに対して、仲立人は不特定の者のために尽力する点で異なる。

## 概要
商法は、仲立人のうち、他人間の商行為の媒介を業とする者についてのみ規定を設けており（商法第543条以下）、商事仲立人と呼ばれる。外為ブローカーや保険仲立人、旅客運送契約・宿泊契約締結を媒介する旅行業者、商行為としての不動産取引を媒介する宅地建物取引業者、非公開企業のM&A取引を媒介するビジネスブローカー（M&A仲介業者）などがその例である。それ以外の他人間の法律行為の媒介をする者は民事仲立人と呼ばれ、結婚仲介業者や商行為でない不動産取引を媒介する宅地建物取引業者がその例である。商事仲立人も民事仲立人も、それを業とすることにより商人となる。
宅地建物取引業における媒介については、宅地建物取引業法#媒介契約を参照。

## 商事仲立人

### 仲立契約の種類
仲立契約には準委任契約に近い双方的仲立契約と請負契約に近い一方的仲立契約がある。

### 仲立人の権利義務
- 仲立人の義務
  - 善管注意義務（民法第656条・民法第644条）
  - 見本保管義務（商法第545条）
  - 契約証交付義務（商法第546条）
  - 仲立人日記帳作成・謄本交付義務（商法第547条）
  - 氏名商号の黙秘義務（商法第548条）
  - 介入義務（商法第549条）
- 仲立人の権利
  - 報酬請求権（商法第512条・商法第550条）
  - 給付受領権限 - 別段の意思表示や慣習がある場合に限り給付受領権限が認められる（商法第544条反対解釈）

## 民事仲立人
民事仲立人も媒介を業としている場合には商人資格を取得する（商法第502条11号・商法第4条1項）。したがって、商行為法の総則規定については適用があるので委託者に対する報酬請求権などは認められる（商法第512条）。ただし、民事仲立人は媒介の対象が商行為ではないので民事仲立人には仲立営業に関する規定（商法第2編第5章の規定）の適用はない。